# Riverdale (hrabstwo Fresno)
Riverdale – jednostka osadnicza w Stanach Zjednoczonych, w stanie Kalifornia, w hrabstwie Fresno.